# Monika Buchowiec
Monika Buchowiec (ur. 30 października 1982 w Siemiatyczach) – polska aktorka kinowa, teatralna i telewizyjna.

## Życiorys
Jako nastoletnia dziewczyna uczestniczyła w zajęciach teatralnych zespołu „Klaps” Antoniny Sokołowskiej. Ukończyła studia na wydziale aktorskim PWSFTviT w Łodzi w 2005.
Grała w takich filmach jak Podróż i Mistrz, za udział w którym otrzymała wyróżnienie na Ogólnopolskim Festiwalu Sztuki Filmowej „Prowincjonalia”. W telewizji wystąpiła w serialach Egzamin z życia, Plebania oraz Pensjonat pod Różą.
W latach 2006–2008 występowała w Teatrze Śląskim w Katowicach. Jest aktorką Teatru Nowego w Łodzi (2005–2006 i od roku 2008).
Pojawiła się w teledysku do utworu „Uprising” szwedzkiego zespołu Sabaton.

## Filmografia
- 2004: Pensjonat pod Różą jako Viola, kochanka Niedbały (odc. 27)
- 2005: Plebania jako studentka (odc. 596)
- 2005: Mistrz jako Anna
- 2005–2008: Egzamin z życia jako Magda Bednarz
- 2006: Podróż jako jubiler
- 2006: Cold Kenya jako sekretarka
- 2007: Fala zbrodni jako Jowita (odc. 93, 94)
- 2007: Z miłości jako Róża
- 2009: Ranczo jako Marta, koleżanka córki wójta (odc. 52)
- 2010: Klub szalonych dziewic jako Joanna Tylicz
- 2010: Non sono pronto
- 2011: Komisarz Alex jako Kinga, nauczycielka w szkole baletowej (odc. 4)
- 2011: Ojciec Mateusz jako Eliza Ćwik (odc. 66)
- 2012: Pierwsze słowo jako Jolka
- 2013: Na dobre i na złe jako Grażyna, pacjentka (odc. 520)
- 2014: Lekarze jako Paulina Mikulska (odc. 46, 52, 56, 60, 65)
- 2016: Na Wspólnej jako Oliwia Markiewicz
- 2017: Lekarze na start jako Tamara (odc. 19, 26)
- 2019: Marynarz bez łodzi jako Stefcia
- 2020: Komisarz Alex jako Maria Badyra (odc. 175)
- 2021: Magdalena jako właścicielka kawiarni Żaneta
- 2022: Bunt! jako Agata Gawron[3]
- 2022: Jezioro słone jako Pola, córka Heleny i Pawła
- 2022: Spadek
- 2024: Idź pod prąd jako Majakowa
- 2025: Lifting jako Milena
- 2025: Porządny człowiek jako agentka nieruchomości Monika Napora